# 让-克洛德·特里谢
让-克洛德·特里谢（法語：Jean-Claude Trichet，1942年12月20日—），法国银行家，曾任法国中央银行法兰西银行行长，第二任欧洲中央银行行长。2015年，特里謝獲聘全球最大固定收益投資公司PIMCO高級顧問團成員。他也是一个跨大西洋智囊团European Horizons的顾问。

## 簡介
1942年12月20日出生於法國里昂然於巴黎長大，父親為教師。特里谢先於1964年畢業於南錫國立高等礦業學校，1967年得巴黎大學經濟學學位，1969年取得巴黎政治學院學位，終於自1969至1971年間於國家行政學院研習。从1987年开始他相继在六名戴高乐派和社会党总理手下任财經顧問。1993年他成为法兰西银行行长。2000年有人指控特里谢在一个涉及里昂信贷的案子上在法庭上做假证，2003年6月18日法庭判特里谢无罪。

### 欧洲中央银行行長任內
2003年11月1日特里谢上任欧洲中央银行行长。法国本来想让他从1998年开始就出任这个职务的，但是最后采取了让荷兰人維姆·德伊森貝赫出任欧洲中央银行第一任行长，任期过半后德伊森貝赫退休让给特里谢的折衷办法。

## 荣誉

### 外国勋章奖章
- 旭日大绶章（日本，2018年4月29日公布[2]）